# Mimosa itatiaiensis
Mimosa itatiaiensis là một loài thực vật có hoa trong họ Đậu. Loài này được Dusen miêu tả khoa học đầu tiên.